# Polany (województwo mazowieckie)
Polany – wieś w Polsce położona w województwie mazowieckim, w powiecie radomskim, w gminie Wierzbica. Ma status sołectwa.
W latach 1975–1998 miejscowość położona była w województwie radomskim.
Wierni Kościoła rzymskokatolickiego należą do parafii św. Stanisława w Wierzbicy.

## Części miejscowości
| SIMC    | Nazwa     | Rodzaj    |
| ------- | --------- | --------- |
| 0641058 | Pod Lasem | część wsi |
| 0641041 | Wymysłów  | część wsi |

1 stycznia 2003 roku częścią wsi Polany stał się ówczesny przysiółek Pod Lasem.

## Historia
Według dokumentu z roku 1334 wieś stanowiła własność cystersów wąchockich. Po supresji zakonu w roku 1819 wieś rządowa.
Wieś istniała zapewne przed przybyciem cystersów do Wąchocka, możliwe że była zasiedlona Polanami (stąd nazwa wsi), jeńcami z wielkopolski, których zasiedlił jeden z ówczesnych właścicieli Wierzbicy około 1177 roku.
Wsią klasztoru cystersów wąchockich w województwie sandomierskim była również w ostatniej ćwierci XVI wieku.
W Polanach urodził się Włodzimierz Zawadzki, polski zapaśnik, mistrz olimpijski z Atlanty.